# Karolina Meineke

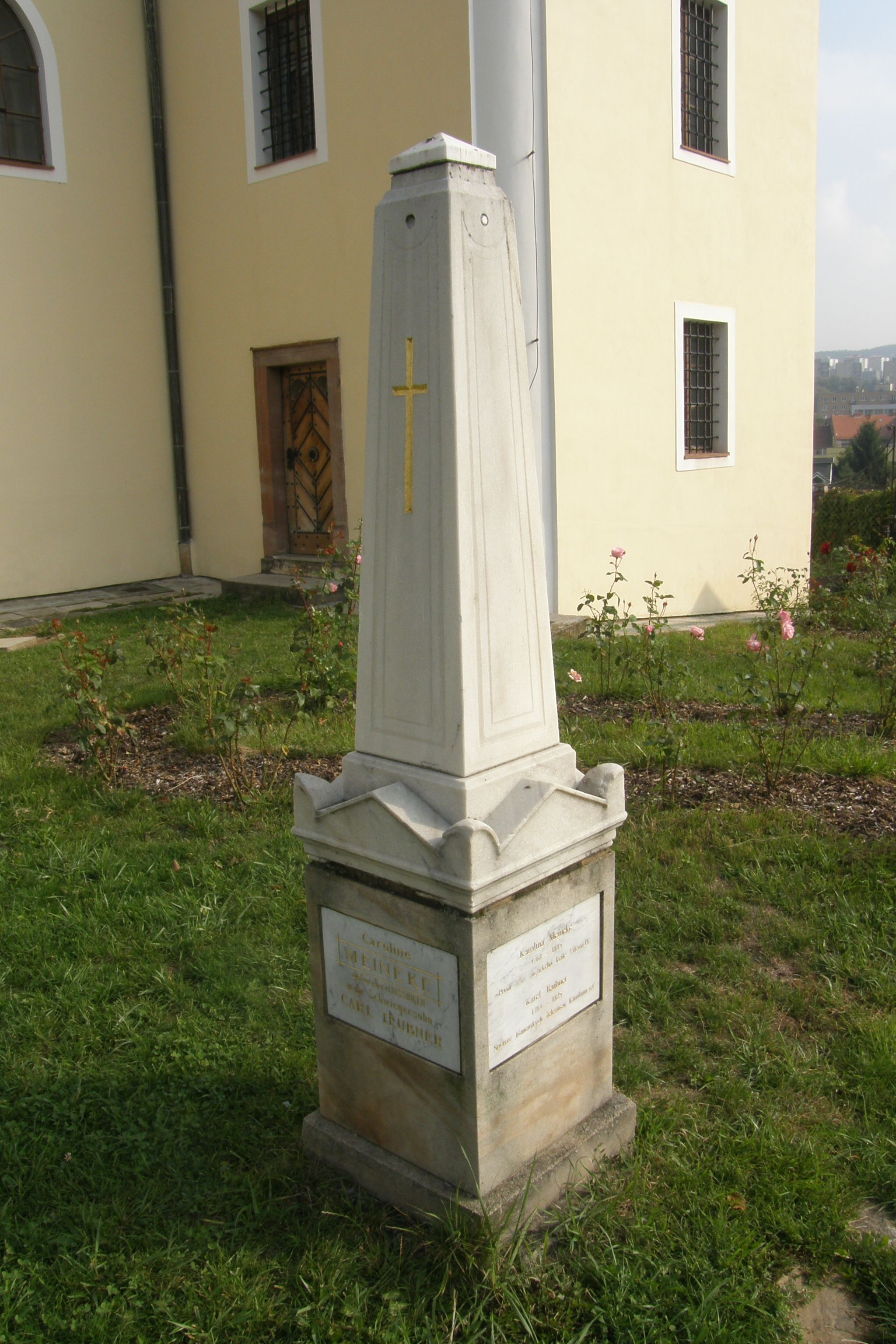
Pamětní deska u kostela svatého Martina v Blansku

Karolina Charlotta Dorothea Meineke, rozená von Linsingen (27. listopadu 1768 – 31. ledna 1815), byla hannoverská šlechtična, první manželka pozdějšího anglického krále Viléma IV.

## Život
Narodila se v Hildesheimu v rodině generála Johanna von Linsingen. V roce 1790 se v Hannoveru seznámila s princem Vilémem, vévodou z Clarence, synem anglického krále Jiřího III. V srpnu 1791 se Karolina za prince Viléma, vládnoucího později v letech 1830–1837 jako Vilém IV., tajně provdala. Když po čase vyšla pravda o tajném a nerovném sňatku najevo, vypukl skandál. Konvence společnosti byly pro vztah nepřekonatelné. Britská královská rodina, především královna Šarlota Sofie, odmítla Karolinu přijmout, a proto došlo v roce 1792 k rozvodu manželů, ačkoliv Karolina již byla těhotná. (V listopadu 1792 údajně potratila, ve skutečnosti jí však bylo zamlčeno, že dítě – chlapec – předčasný porod přežilo a bylo dáno pod jménem Hans Georg Meyer na vychování do bohaté židovské rodiny.)
Karolina záhy vážně onemocněla. Nakonec upadla do takového stavu, kdy ji i zkušení lékaři považovali za mrtvou, pouze dr. Adolf Meineke hypotéze o smrti nevěřil a nesvolil k jejímu pohřbení. Po několika dnech se Karolina skutečně probrala. Adolf Meineke si získal její náklonnost a ona se za něj brzy provdala. Oba pak odešli z Hannoverska nejprve do Berlína a posléze do Blanska, kde Meineke přijal místo vrchního důlního rady v podnicích starohraběte Huga Františka Salma. Karolina žila s manželem a dcerou Henriettou na blanenském zámku, kde také vznikly její literárně zajímavé dopisy, v nichž popsala své osudy. Ty byly v roce 1880 publikovány. Součástí dopisů jsou často i verše, které dosvědčují Karolinino jisté básnické nadání. Rodina Meinekeových později z Blanska odešla, ale Karolina se sem často vracela na návštěvy k dceři, provdané za správce blanenských železáren Karla Teubnera. Při jedné z těchto návštěv zde Karolina Meineke 31. ledna 1815 ve svých 46 letech zemřela a byla pochována v Blansku na hřbitově u kostela sv. Martina.
Hrob ženy, která se mohla stát anglickou královnou, se na bývalém blanenském hřbitově nezachoval. Připomíná jej pamětní deska, osazená zde koncem 19. století, která je dnes součástí nově zbudovaného památníku a rozária.

## Filmy
- Královský portrét bez zlaceného rámu, scénář: Jiří Kučera, režie: Jan Popelka, 2008

- Vzdušné zámky, scénář a režie: Radek Popelka, 2008

- Záhady Toma Wizarda,Tajná královna Karolina